# Mollans
Pour les articles homonymes, voir Mollans-sur-Ouvèze.
Mollans est une commune française située dans le département de la Haute-Saône, la région culturelle et historique de Franche-Comté et la région administrative Bourgogne-Franche-Comté.
La commune connait une exploitation charbonnière entre 1853 et 1944.

## Géographie
Le territoire communal repose sur le bassin houiller keupérien de Haute-Saône.
La commune est traversée par le Lauzin et son affluent le ruisseau de la Prairie qui vont rejoindre l'Ognon en rive gauche à Moimay.
| Genevreuille          |         | Amblans-et-Velotte |
| Pomoy et Liévans      | Mollans | Vy-lès-Lure        |
| Montjustin-et-Velotte |         | Arpenans           |

### Climat
Pour des articles plus généraux, voir Climat de la Bourgogne-Franche-Comté et Climat de la Haute-Saône.
En 2010, le climat de la commune est de type climat de montagne, selon une étude du Centre national de la recherche scientifique s'appuyant sur une série de données couvrant la période 1971-2000. En 2020, Météo-France publie une typologie des climats de la France métropolitaine dans laquelle la commune est exposée à un climat semi-continental et est dans la région climatique  Lorraine, plateau de Langres, Morvan, caractérisée par un hiver rude (1,5 °C), des vents modérés et des brouillards fréquents en automne et hiver.
Pour la période 1971-2000, la température annuelle moyenne est de 10 °C, avec une amplitude thermique annuelle de 17,4 °C. Le cumul annuel moyen de précipitations est de 1 143 mm, avec 13,1 jours de précipitations en janvier et 10,4 jours en juillet. Pour la période 1991-2020, la température moyenne annuelle observée sur la station météorologique de Météo-France la plus proche, « Saulx-de-Vesoul », sur la commune de Saulx à 9 km à vol d'oiseau, est de 10,9 °C et le cumul annuel moyen de précipitations est de 1 066,3 mm. 
La température maximale relevée sur cette station est de 39,5 °C, atteinte le 25 juillet 2019 ; la température minimale est de −21 °C, atteinte le 13 janvier 1987,,.
Les paramètres climatiques de la commune ont été estimés pour le milieu du siècle (2041-2070) selon différents scénarios d'émission de gaz à effet de serre à partir des nouvelles projections climatiques de référence DRIAS-2020. Ils sont consultables sur un site dédié publié par Météo-France en novembre 2022.

## Urbanisme

### Typologie
Au 1er janvier 2024, Mollans est catégorisée commune rurale à habitat dispersé, selon la nouvelle grille communale de densité à sept niveaux définie par l'Insee en 2022.
Elle est située hors unité urbaine. Par ailleurs la commune fait partie de l'aire d'attraction de Vesoul, dont elle est une commune de la couronne,. Cette aire, qui regroupe 158 communes, est catégorisée dans les aires de 50 000 à moins de 200 000 habitants,.

### Occupation des sols
L'occupation des sols de la commune, telle qu'elle ressort de la base de données européenne d’occupation biophysique des sols Corine Land Cover (CLC), est marquée par l'importance des territoires agricoles (66,3 % en 2018), une proportion sensiblement équivalente à celle de 1990 (66,1 %). La répartition détaillée en 2018 est la suivante : 
prairies (46,3 %), forêts (30,6 %), zones agricoles hétérogènes (18,4 %), zones urbanisées (3,2 %), terres arables (1,6 %). L'évolution de l’occupation des sols de la commune et de ses infrastructures peut être observée sur les différentes représentations cartographiques du territoire : la carte de Cassini (XVIIIe siècle), la carte d'état-major (1820-1866) et les cartes ou photos aériennes de l'IGN pour la période actuelle (1950 à aujourd'hui).

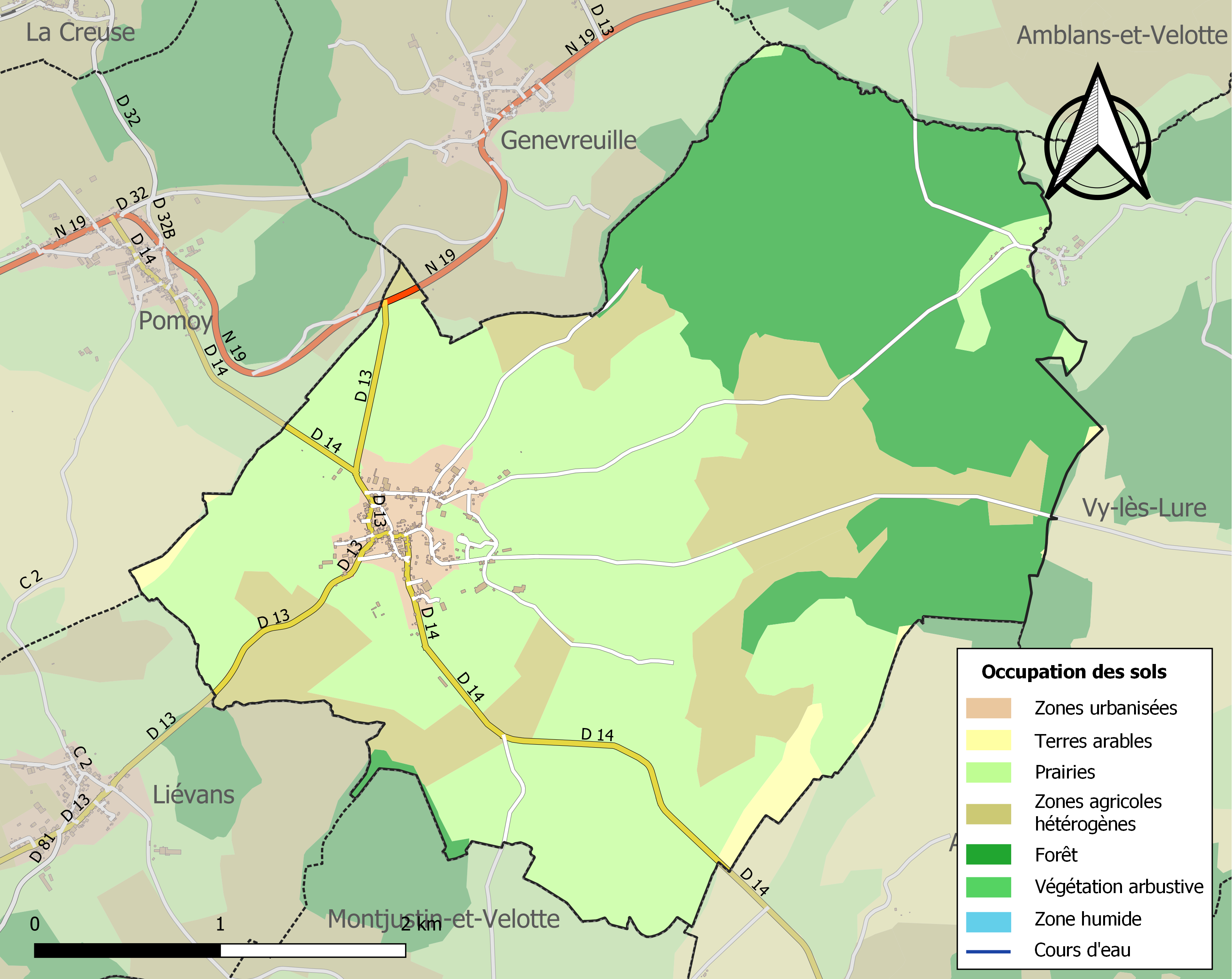
Carte des infrastructures et de l'occupation des sols de la commune en 2018 (CLC).

## Histoire

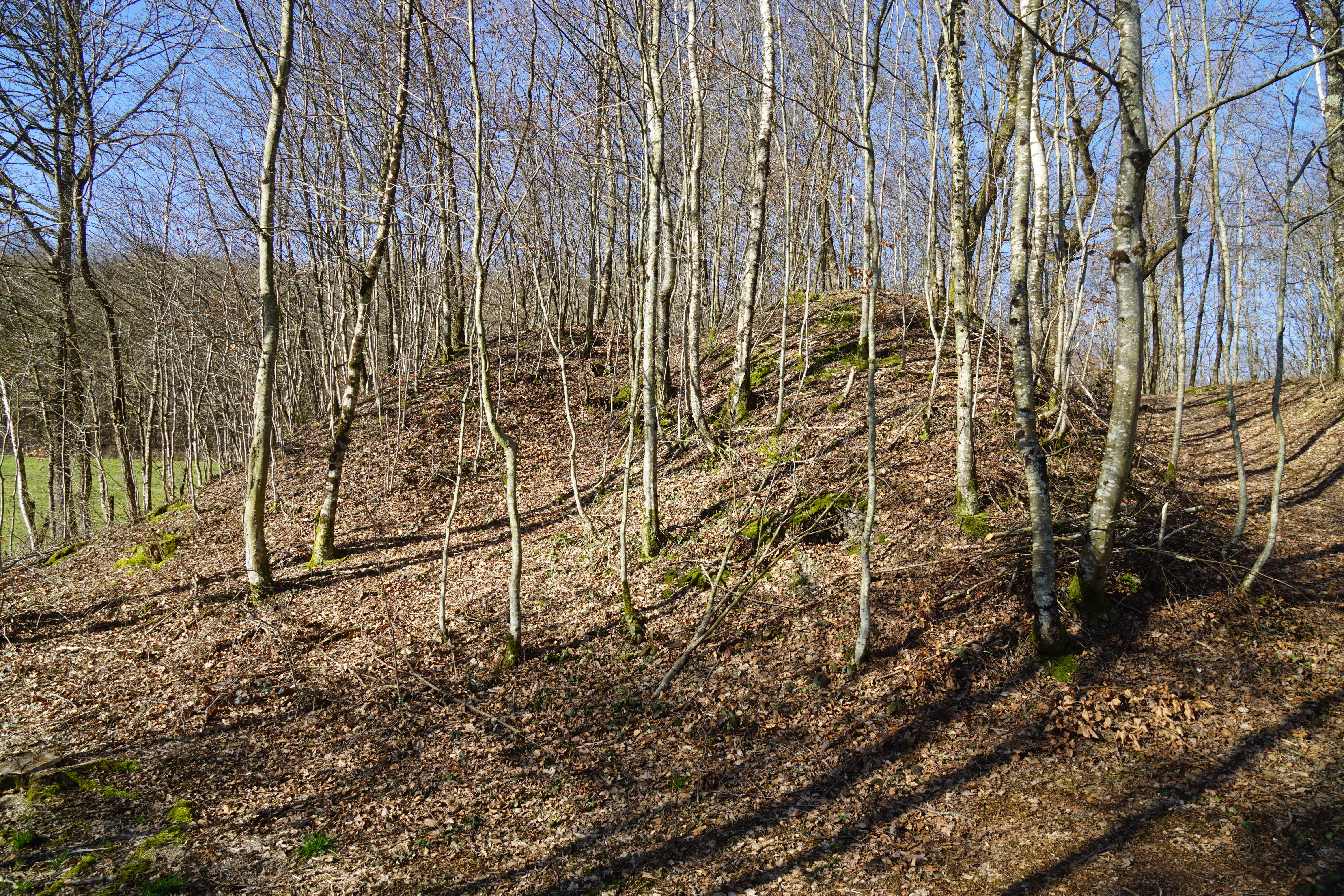
Le terril de la descenderie des années 1940, est le principal vestige de l'exploitation minière sur le territoire de Mollans avec la cité de la Driole.

L'occupation du secteur à l'époque mérovingienne est attestée par la présence d'une nécropole fouillée en 2000, à l'occasion de la construction d'un gazoduc. Située au lieu-dit En Prorige à proximité de l'intersection entre la route menant à Arpenans et celle conduisant à Montjustin, le site a révélé 80 sépultures à inhumation qui ont livré peu de mobilier (bijoux et parures vestimentaires). La datation a été située pour l'essentiel au VIIe siècle. Le site pourrait avoir été associé à une zone d'habitat et un édifice religieux.
Une concession de 973 ha est accordée en 1842 pour l'exploitation de la houille sur le territoire communal. Les Houillères de Vy-lès-Lure exploitent le charbon entre 1853 et 1906. La concession est abandonnée en 1925, puis l'exploitation est relancée entre 1942 et 1944.

## Politique et administration

### Rattachements administratifs et électoraux
La commune fait partie de l'arrondissement de Lure du département de la Haute-Saône, en région Bourgogne-Franche-Comté. Pour l'élection des députés, elle dépend de la deuxième circonscription de la Haute-Saône.
La commune faisait partie depuis 1805 du canton de Lure, puis, à la suite de sa division, du canton de Lure-Sud en 1985. Dans le cadre du redécoupage cantonal de 2014 en France, la commune est rattachée du canton de Lure-2.

### Intercommunalité
La commune était membre de la communauté de communes des Franches-Communes, créée le 31 décembre 2001 et qui regroupait 14 communes et environ 4 200 habitants.
Dans le cadre des dispositions de la loi du 16 décembre 2010 de réforme des collectivités territoriales, qui prévoit toutefois d'achever et de rationaliser le dispositif intercommunal en France, et notamment d'intégrer la quasi-totalité des communes françaises dans des EPCI à fiscalité propre dont la population soit normalement supérieure à 5 000 habitants, le schéma départemental de coopération intercommunale de 2011 a prévu la fusion des communautés de communes : 
- du Pays de Saulx, 
- des grands bois 
- des Franches Communes (sauf  Amblans et Genevreuille), 
et en y rajoutant la commune isolée de Velorcey, afin de former une nouvelle structure regroupant 42 communes et environ 11 200 habitants.
Cette fusion est effective depuis le 1er janvier 2014 et a permis la création, à la place des intercommunalités supprimées, de  la communauté de communes du Triangle Vert.

### Liste des maires

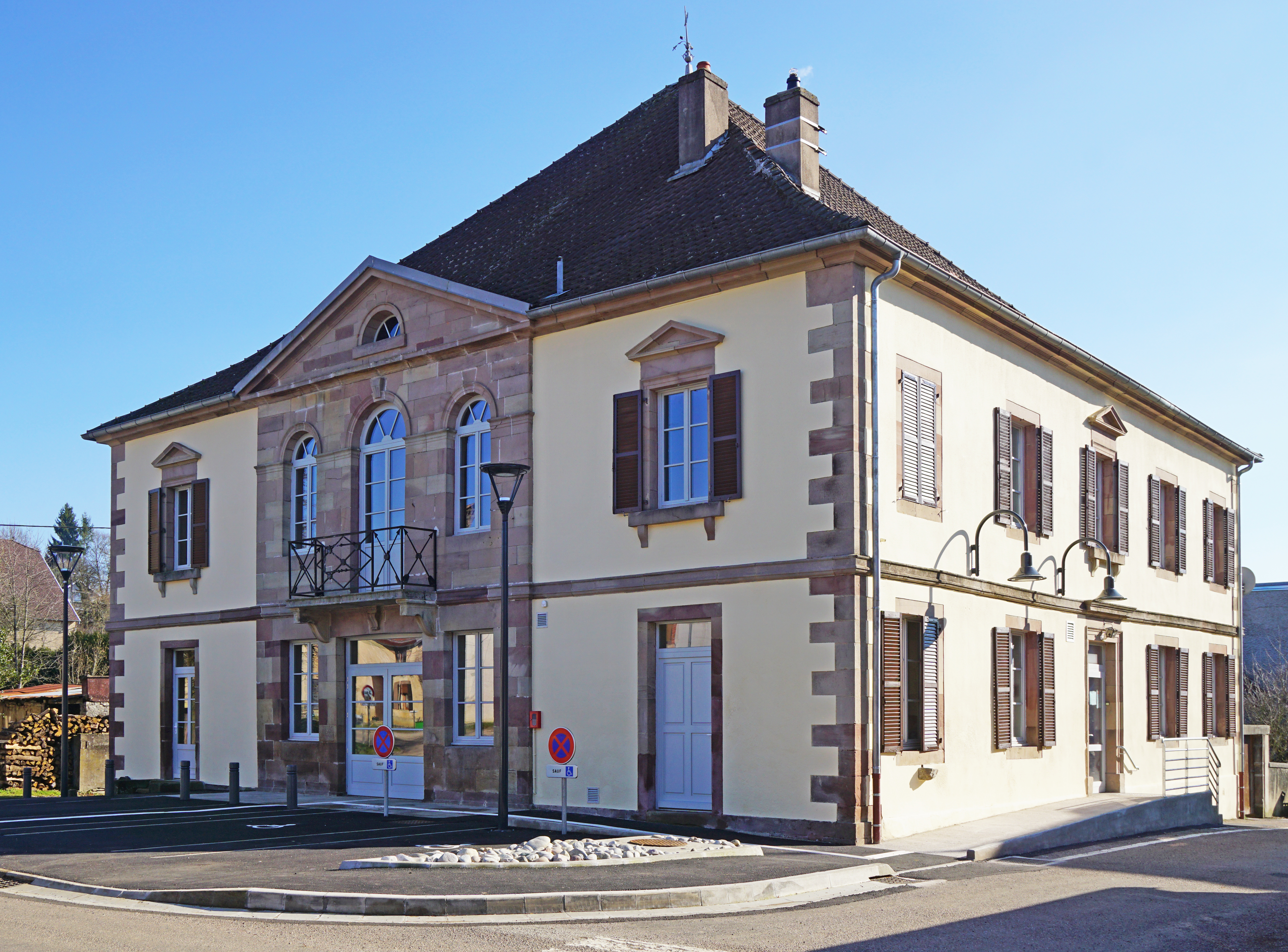
La mairie-école.

| Période                                  | Période                   | Identité           | Étiquette | Qualité                                    |
| ---------------------------------------- | ------------------------- | ------------------ | --------- | ------------------------------------------ |
| Les données manquantes sont à compléter. |                           |                    |           |                                            |
| 1971 ou avant                            |                           | Ernest Stègre      |           |                                            |
|                                          | 1995                      | Germaine Marey     |           |                                            |
| juin 1995                                | 2014                      | Jean-Louis Chaudey |           | Retraité agricole                          |
| mars 2014                                | En cours (au 28 mai 2020) | Mickaël Muhlmatter |           | Agriculteur Réélu pour le mandat 2020-2026 |

## Démographie
En 2022, la commune de Mollans comptait 236 habitants. À partir du XXIe siècle, les recensements réels des communes de moins de 10 000 habitants ont lieu tous les cinq ans. Les autres « recensements » sont des estimations.
| 1793 | 1800 | 1806 | 1821 | 1831 | 1836 | 1841 | 1846 | 1851 |
| ---- | ---- | ---- | ---- | ---- | ---- | ---- | ---- | ---- |
| 720  | 819  | 691  | 675  | 840  | 821  | 772  | 773  | 784  |

| 1856 | 1861 | 1866 | 1872 | 1876 | 1881 | 1886 | 1891 | 1896 |
| ---- | ---- | ---- | ---- | ---- | ---- | ---- | ---- | ---- |
| 650  | 650  | 802  | 631  | 617  | 606  | 613  | 601  | 570  |

| 1901 | 1906 | 1911 | 1921 | 1926 | 1931 | 1936 | 1946 | 1954 |
| ---- | ---- | ---- | ---- | ---- | ---- | ---- | ---- | ---- |
| 610  | 614  | 532  | 408  | 427  | 387  | 342  | 358  | 315  |

| 1962 | 1968 | 1975 | 1982 | 1990 | 1999 | 2006 | 2008 | 2013 |
| ---- | ---- | ---- | ---- | ---- | ---- | ---- | ---- | ---- |
| 260  | 236  | 240  | 216  | 233  | 226  | 245  | 250  | 249  |

| 2018 | 2022 | - | - | - | - | - | - | - |
| ---- | ---- | - | - | - | - | - | - | - |
| 230  | 236  | - | - | - | - | - | - | - |

## Culture locale et patrimoine

### Lieux et monuments
- L'église avec clocher comtois ;

L'église de Mollans
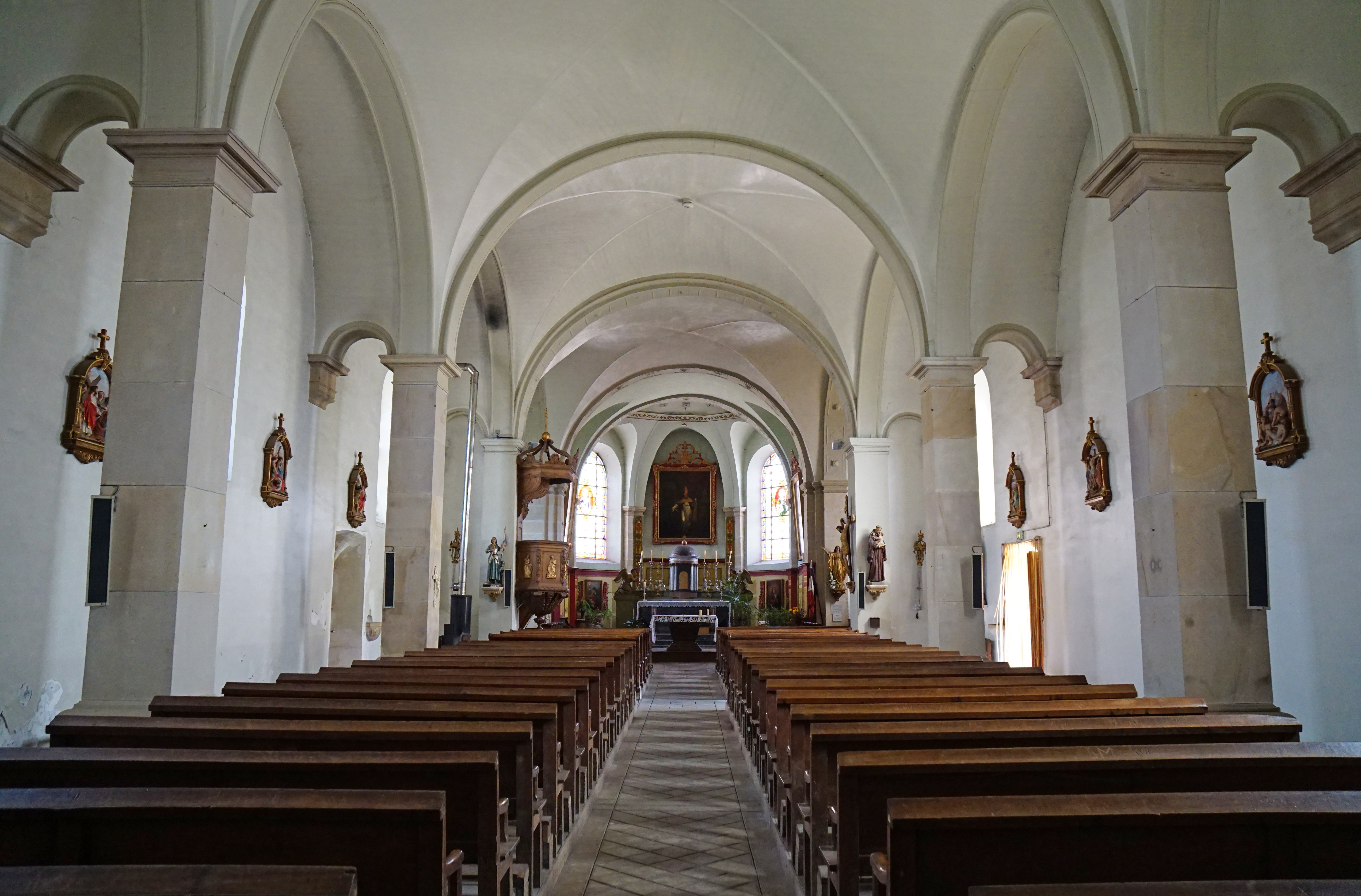
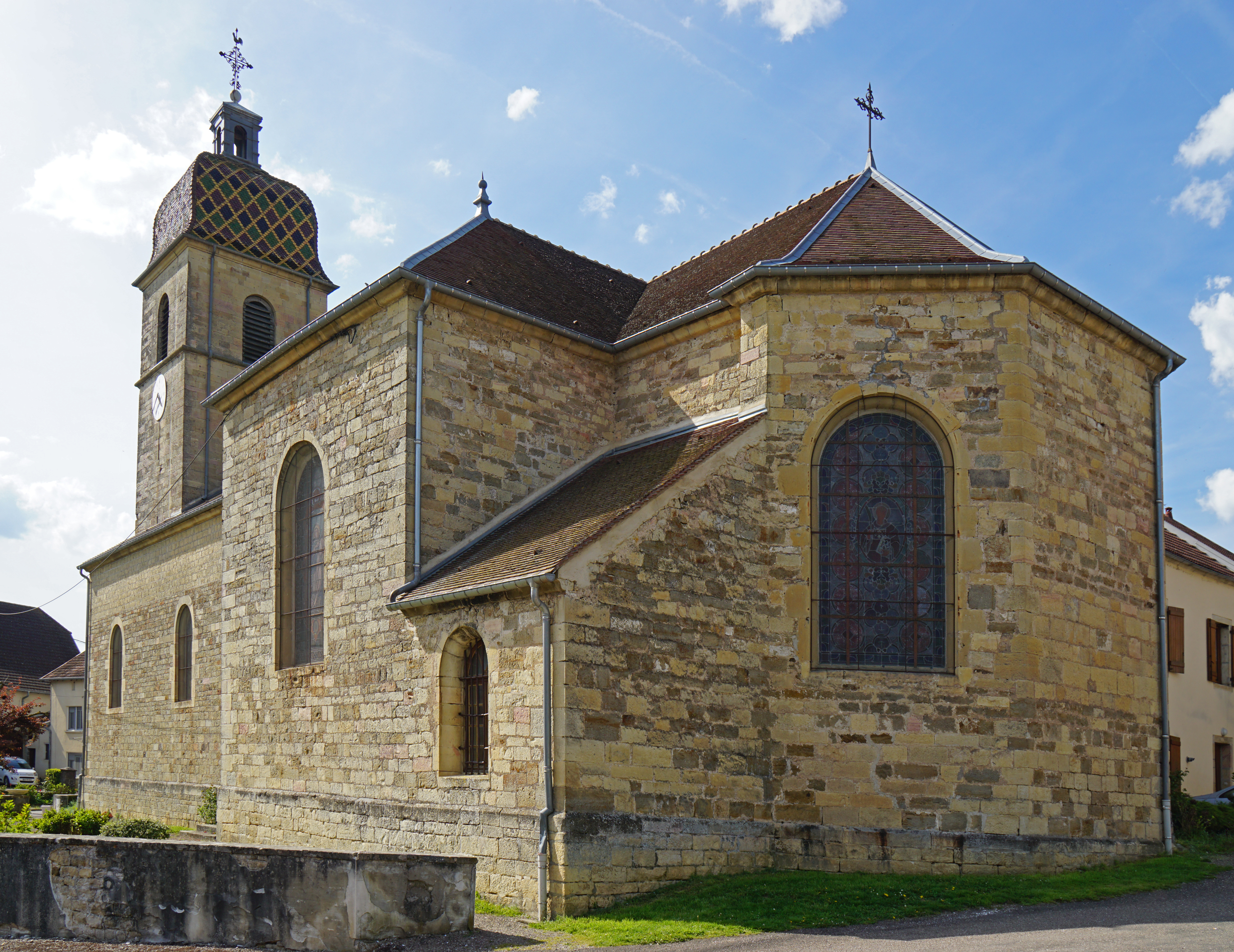
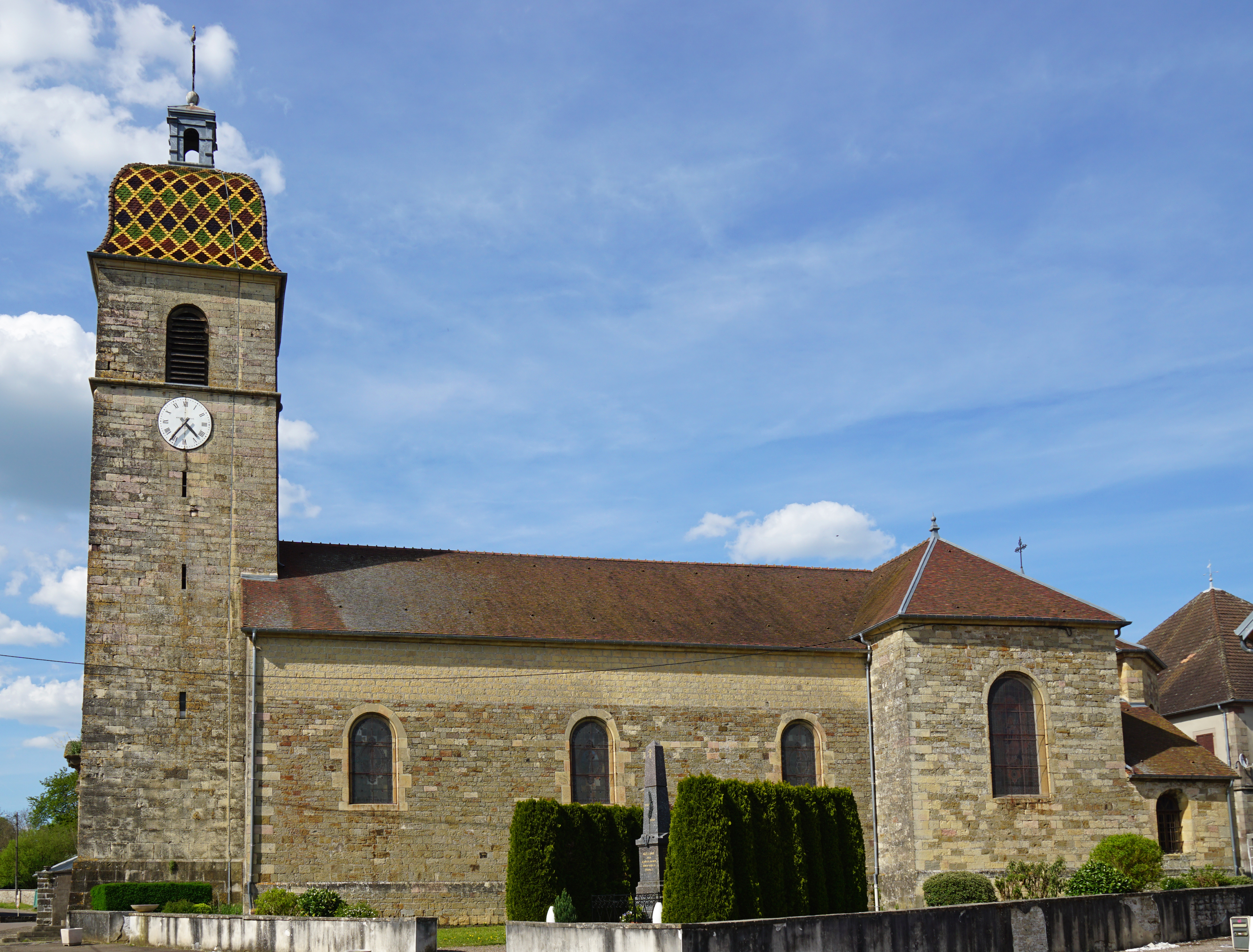
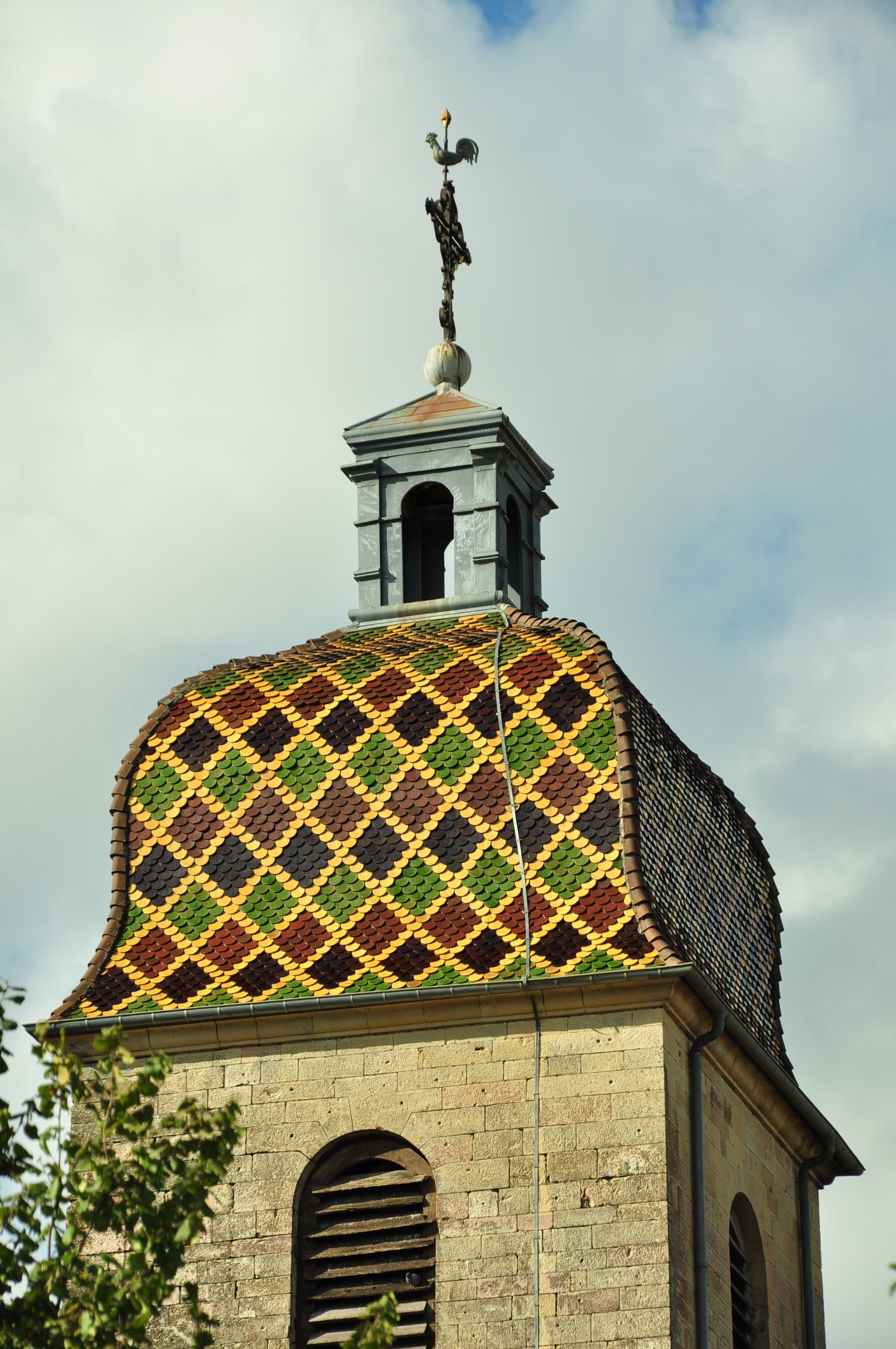

- grande fontaine de Mollans ;
- lavoir Buriot ;
- lavoir du centre de Mollans ;
- Voie romaine ;

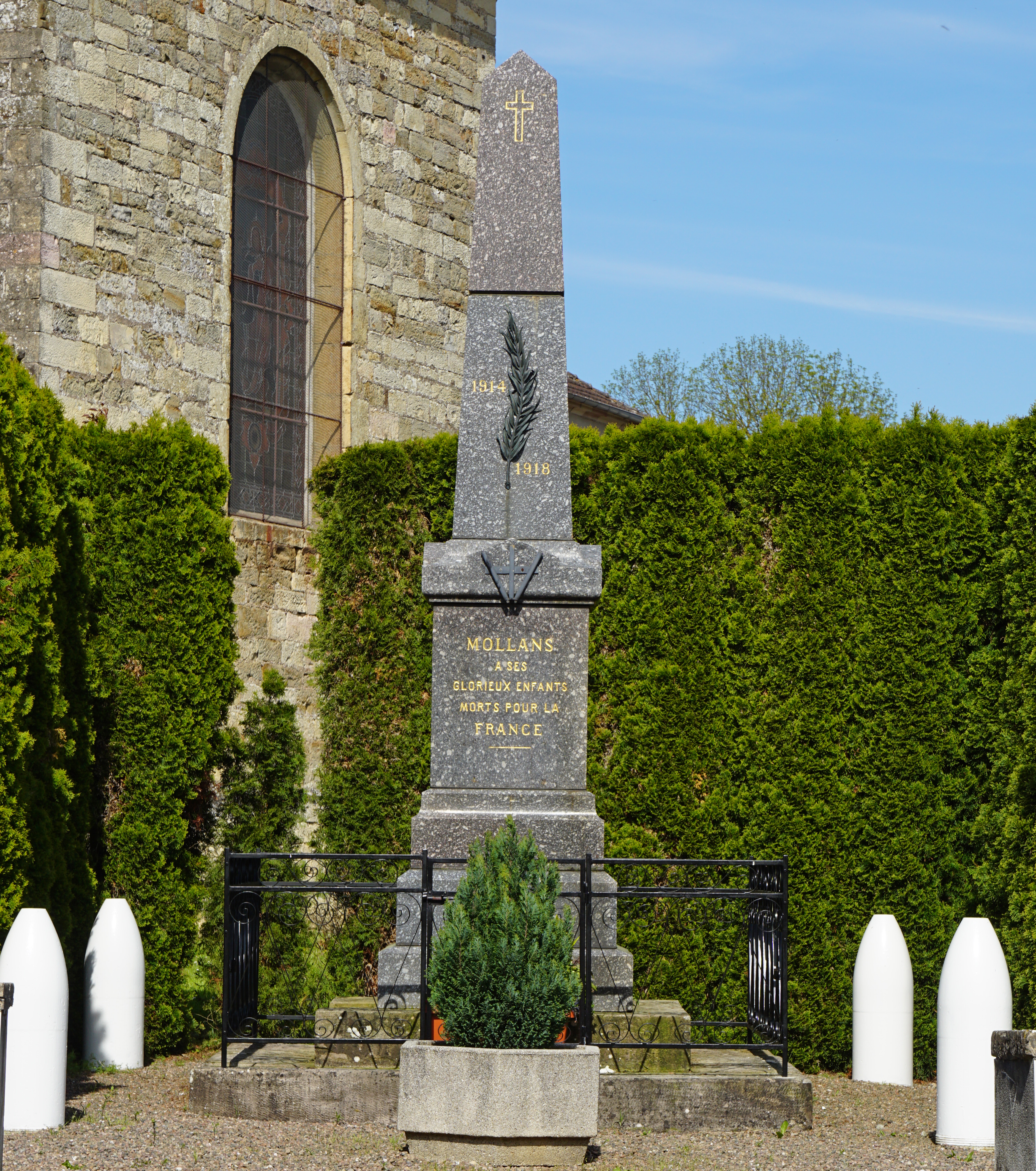
Monument aux morts.
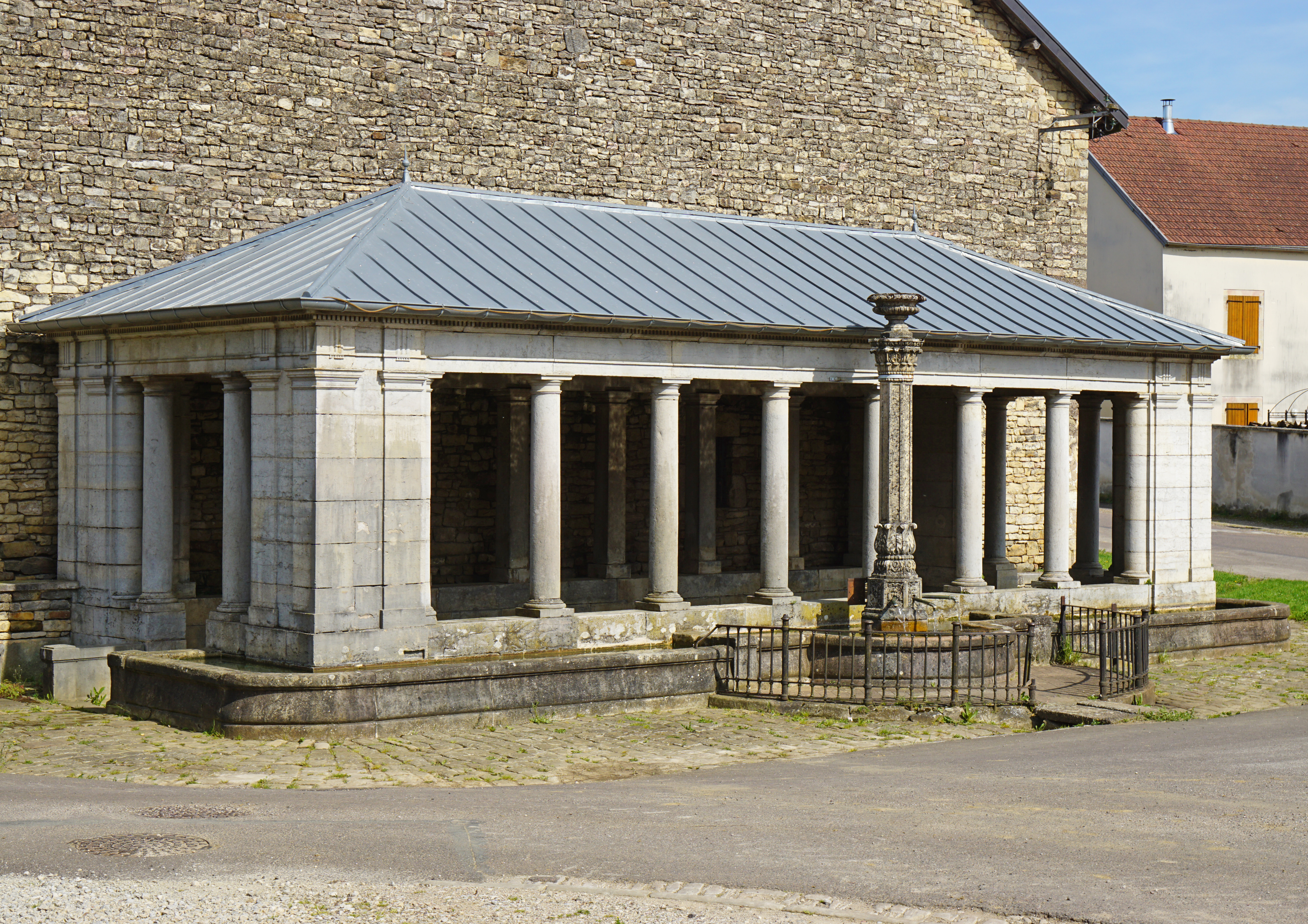
Le lavoir du centre
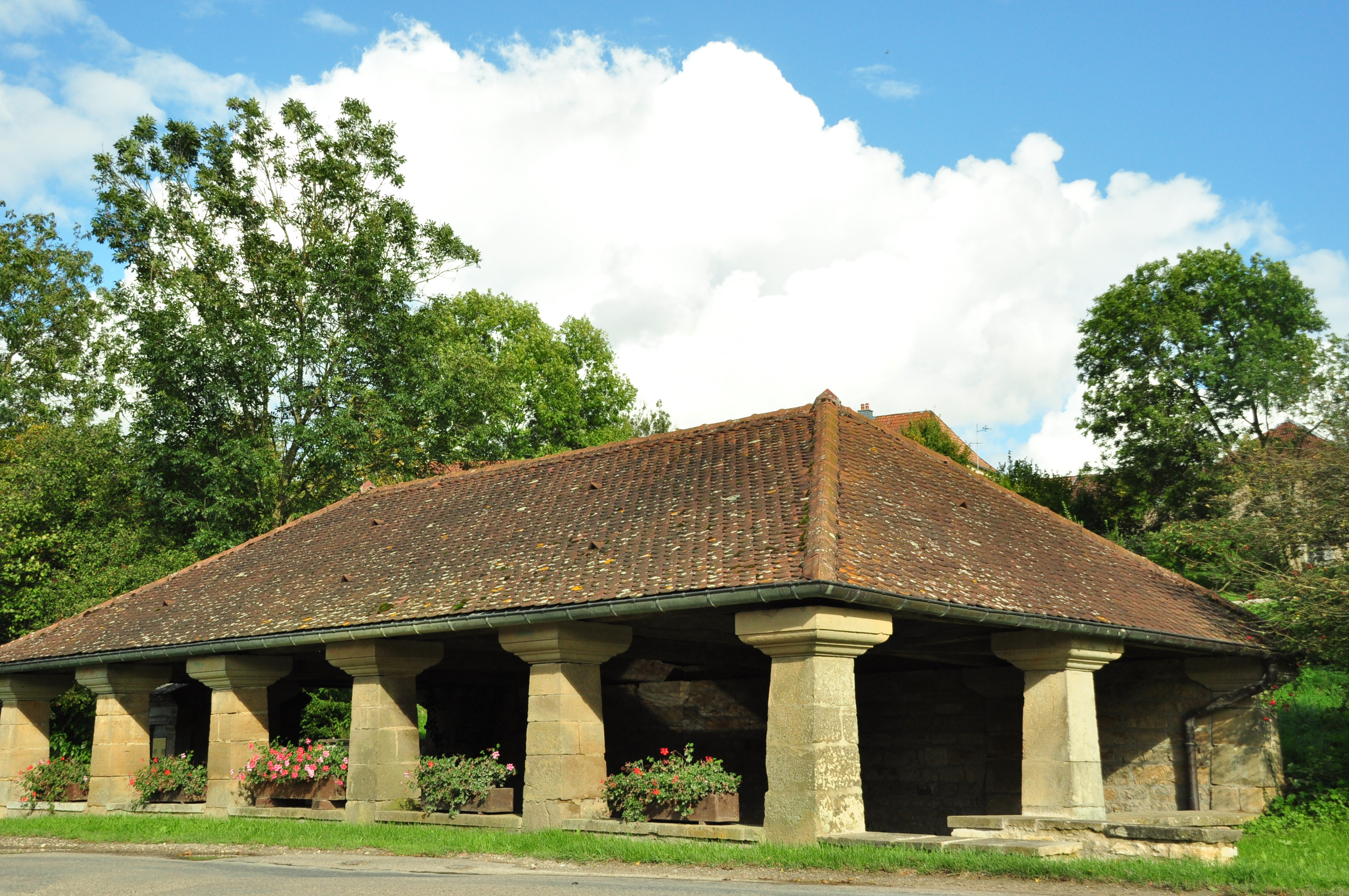
La grande fontaine.
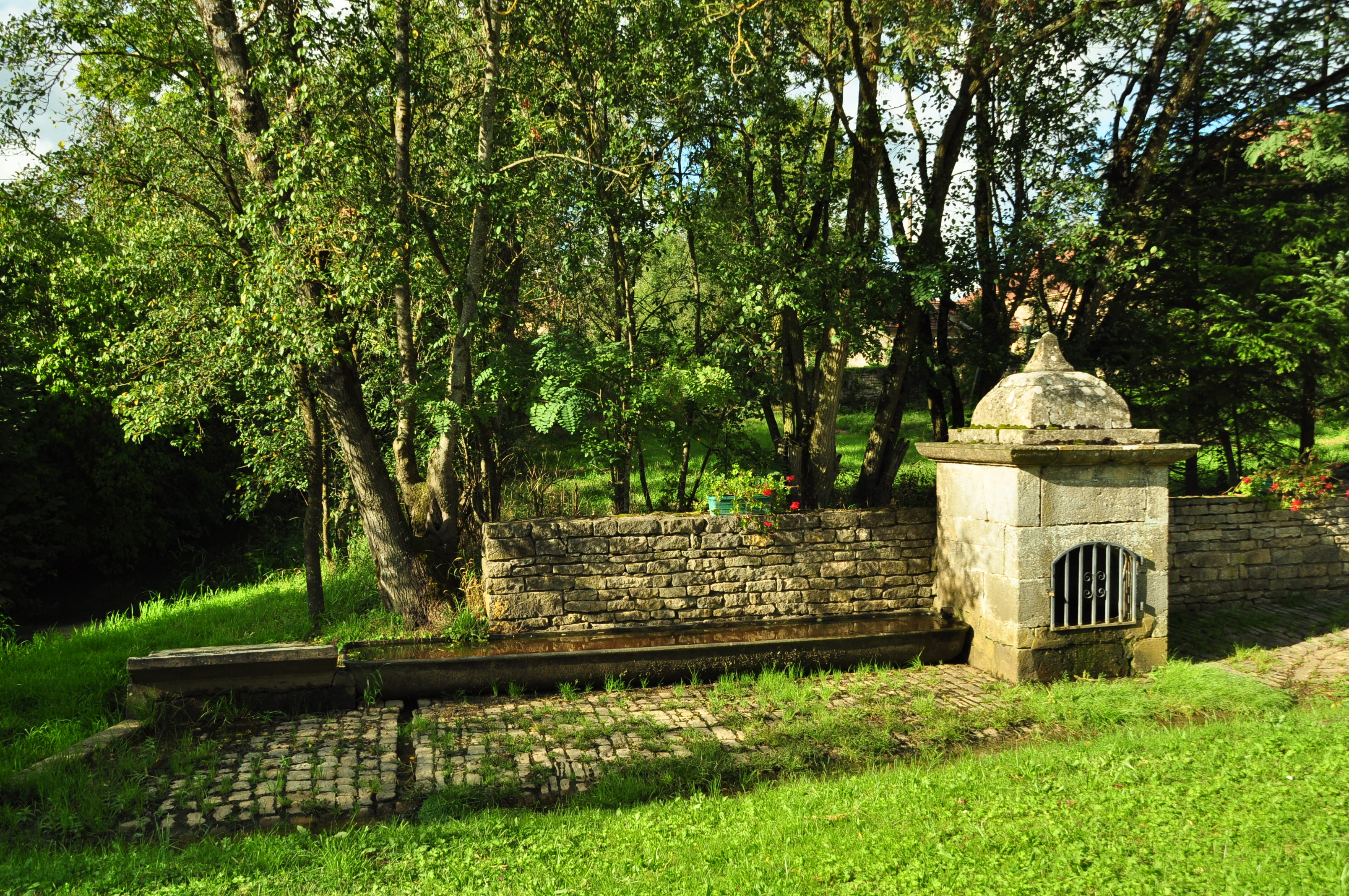
Le lavoir Buriot.

Des vestiges miniers  au hameau de La Grange du Vau.

Vestiges miniers de la Grange du Vau.
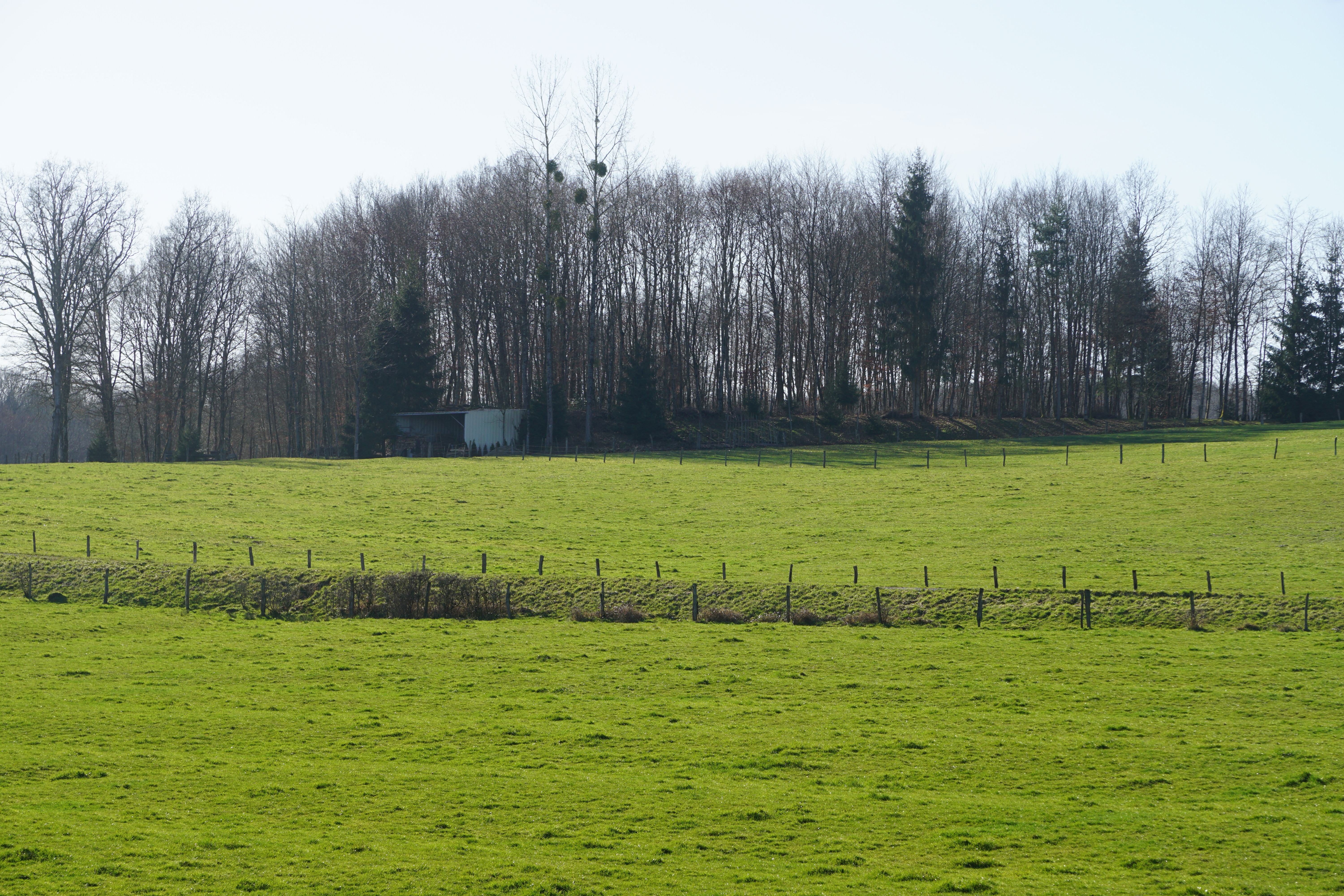
Vue éloignée du site de la descenderie des années 1940.
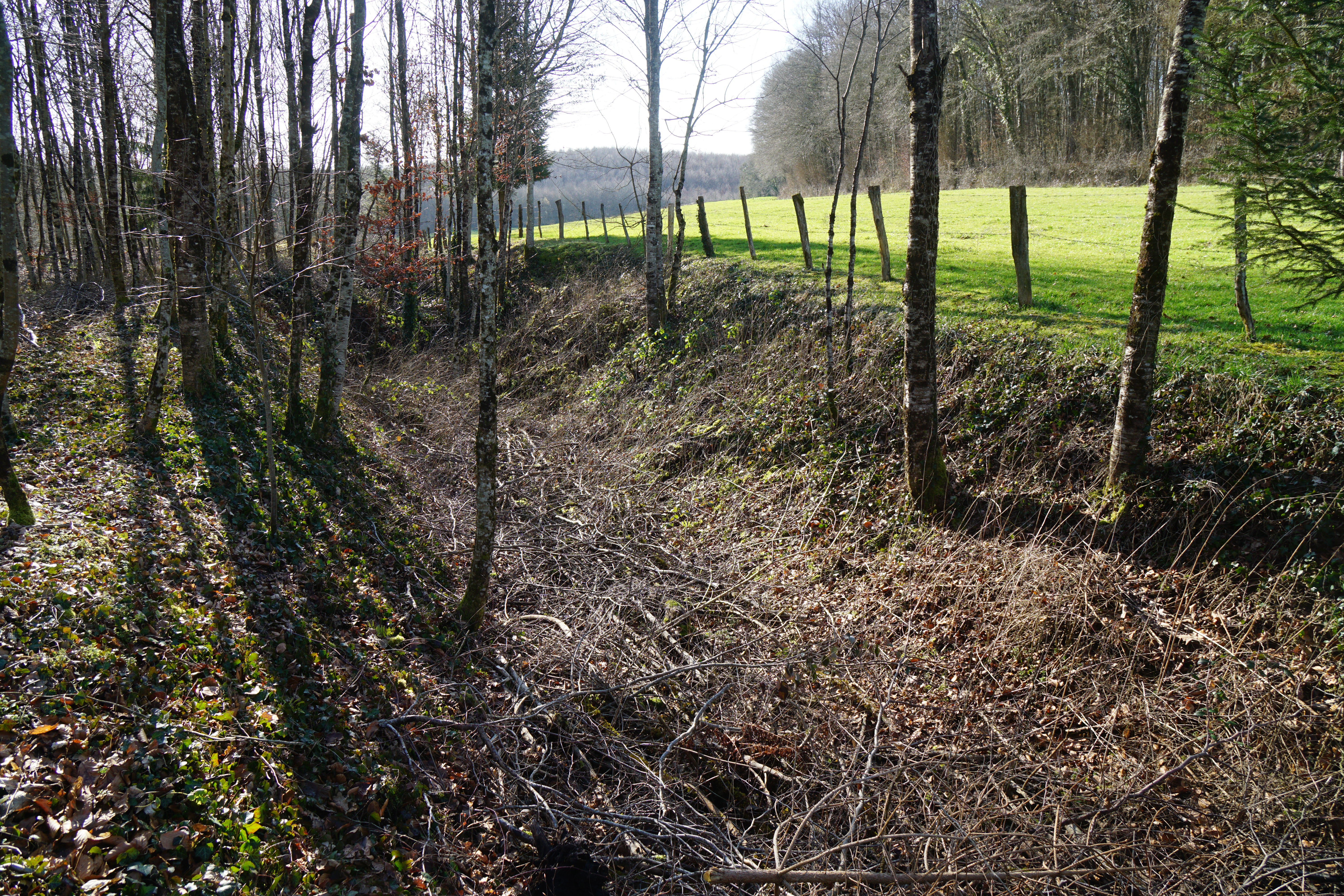
La tranchée d'accès à la descenderie.
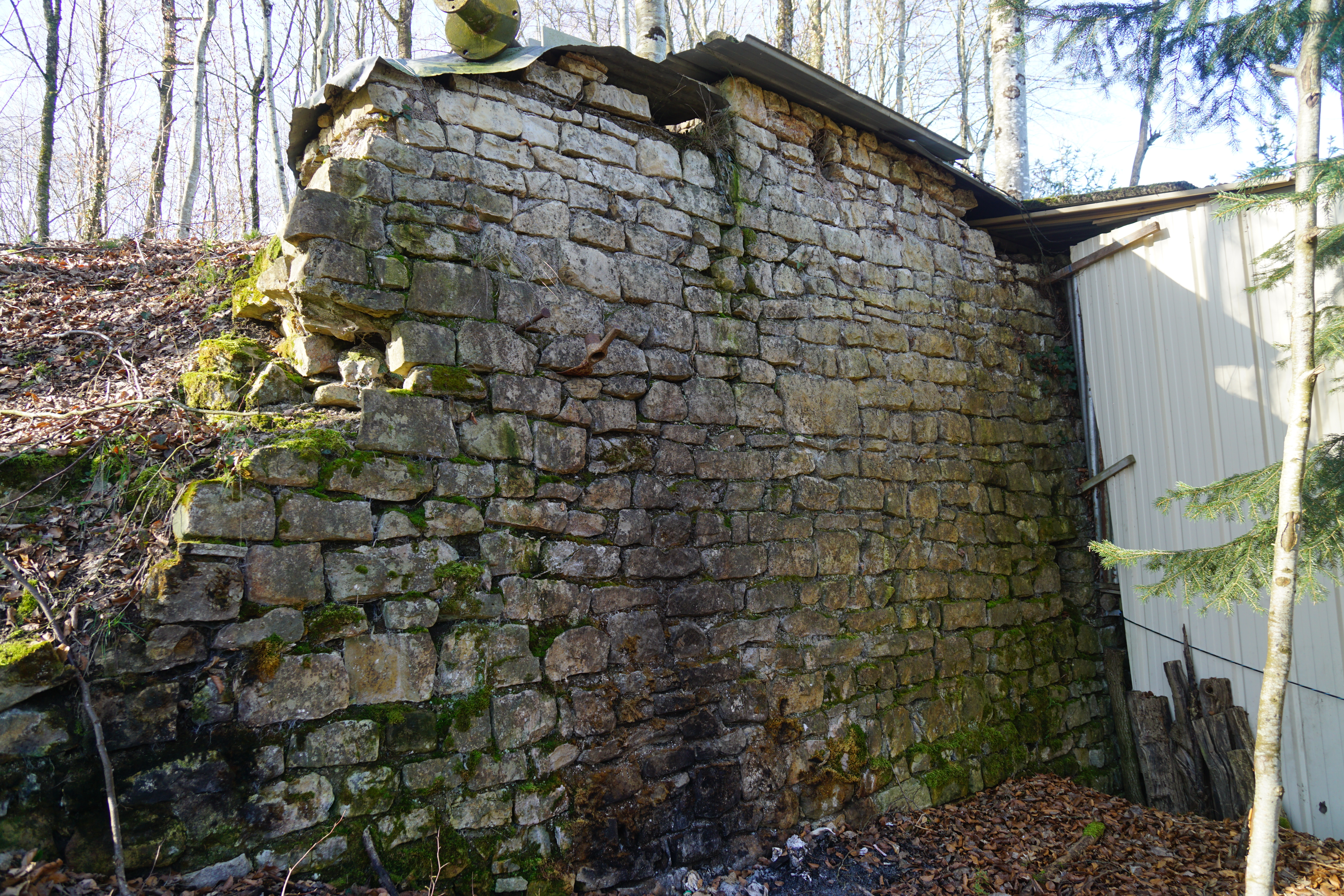
Le mur du terril de la descenderie.
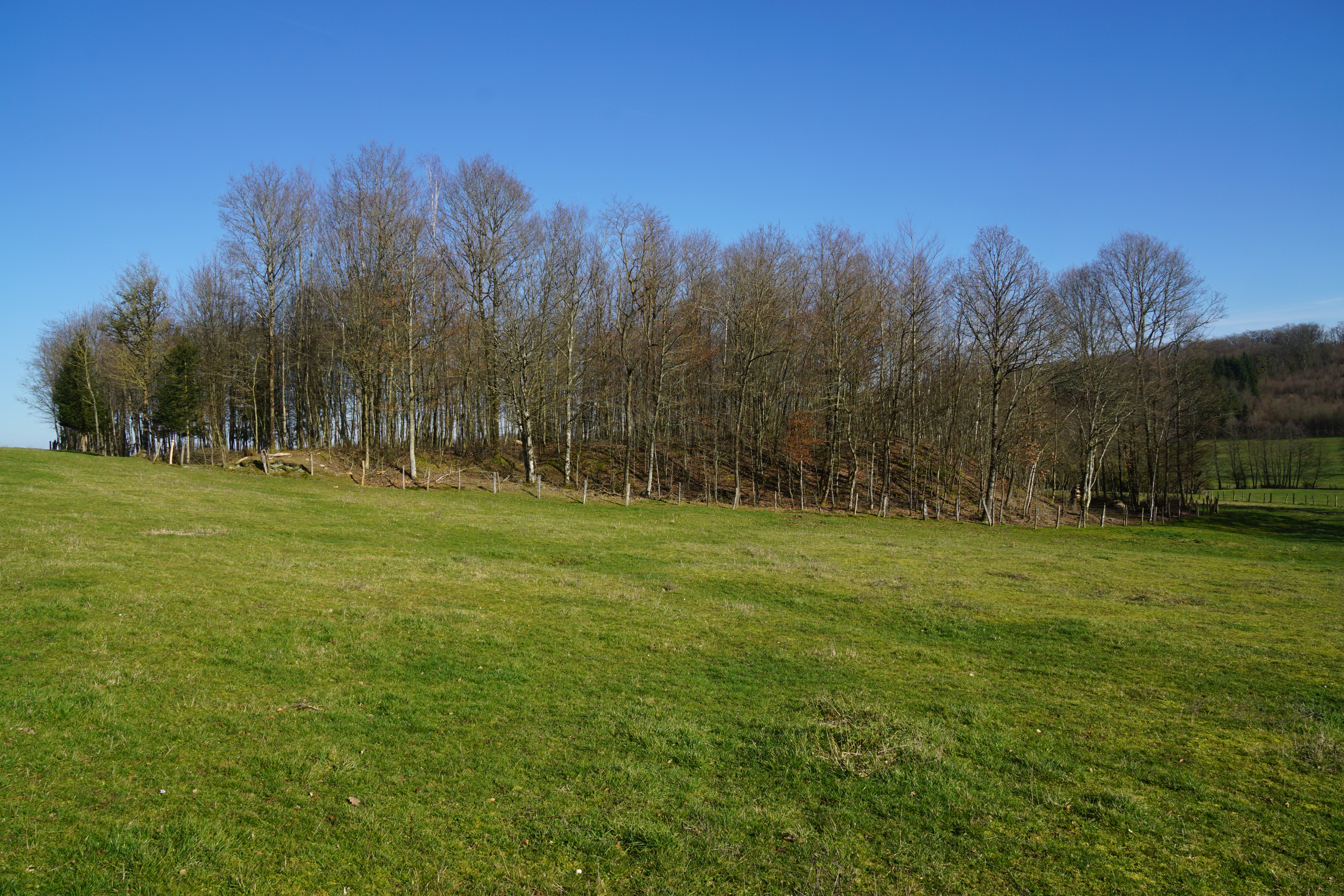
Vue générale du terril.

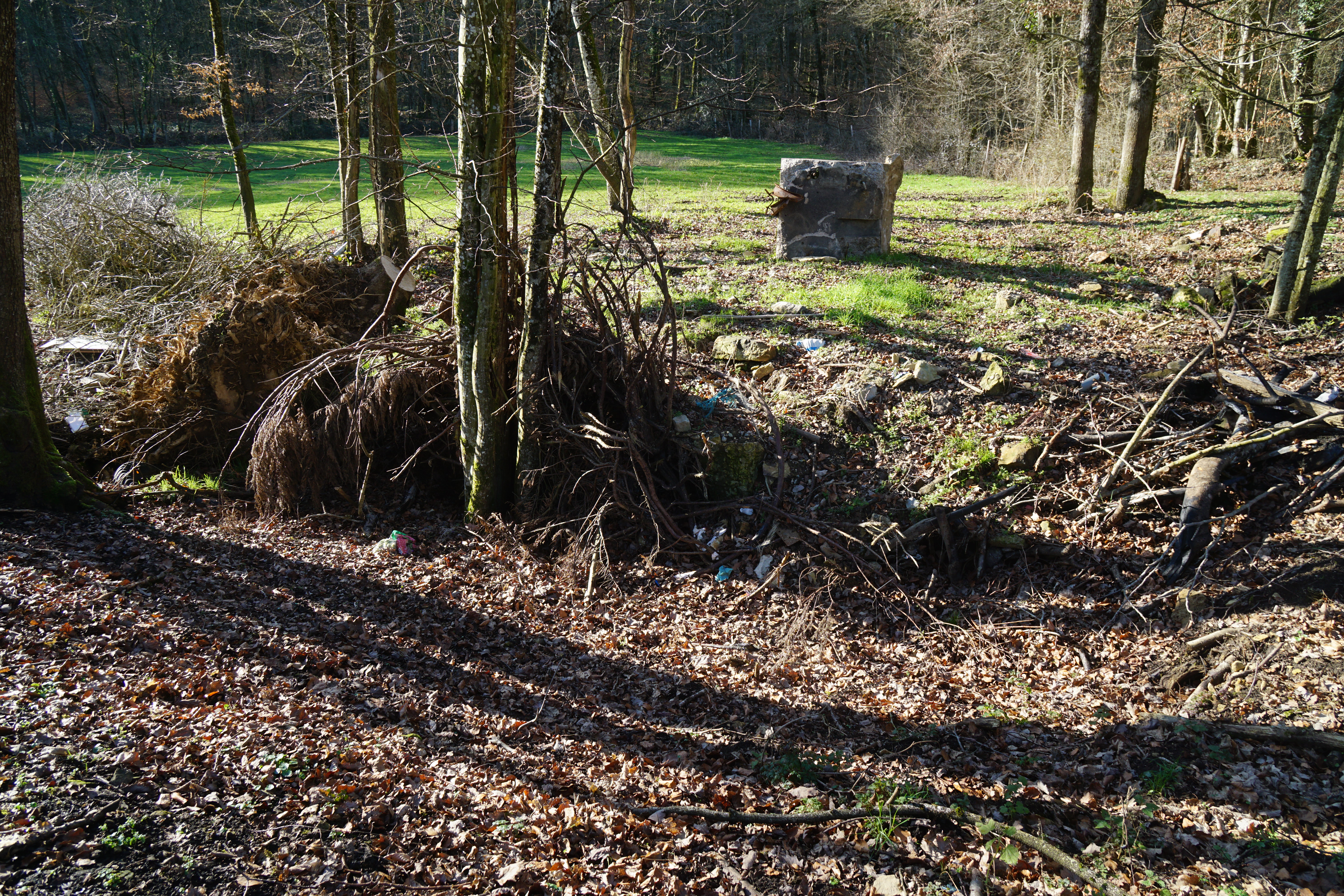
Le puits Ghautier.
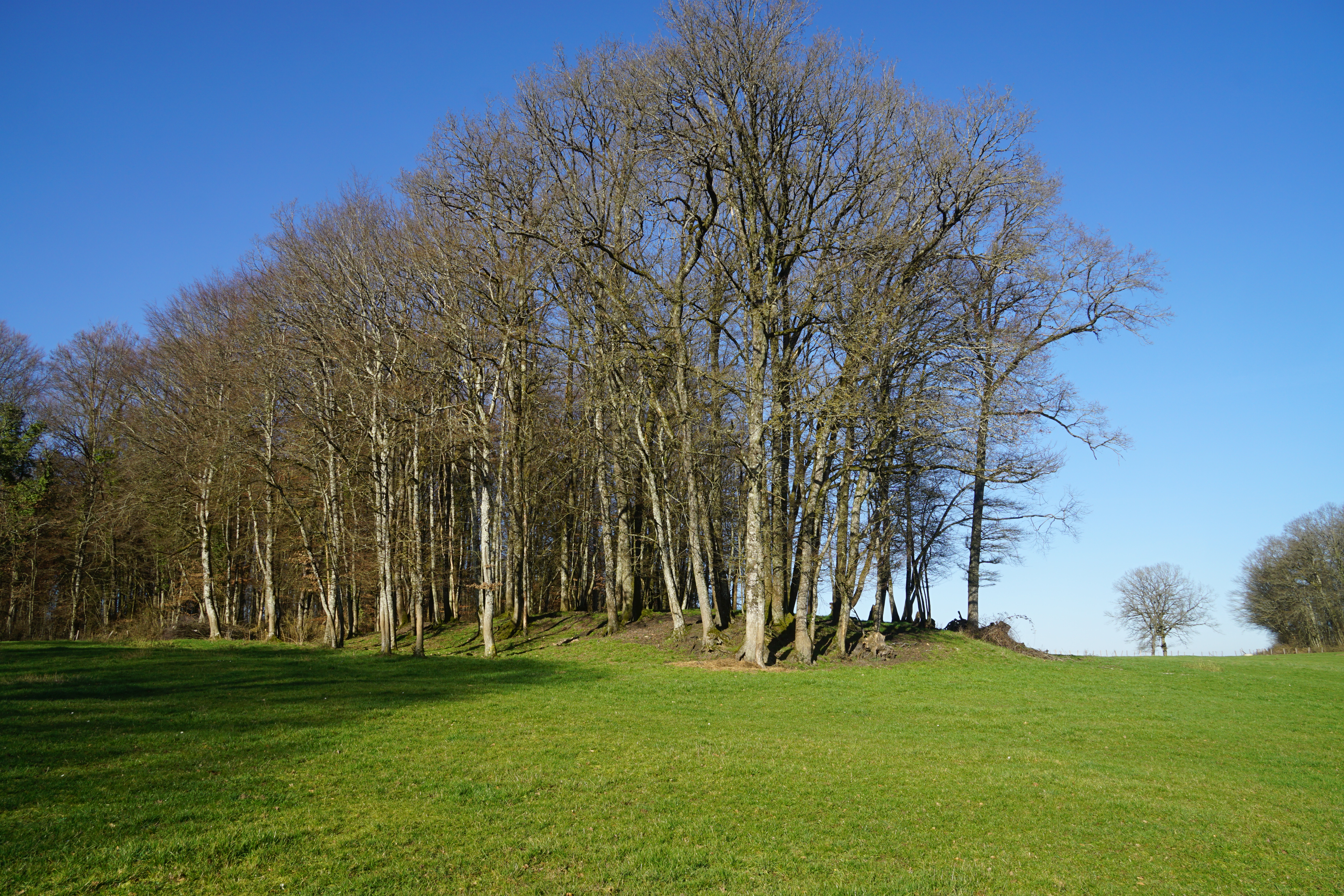
Le terril du puits Ghautier.
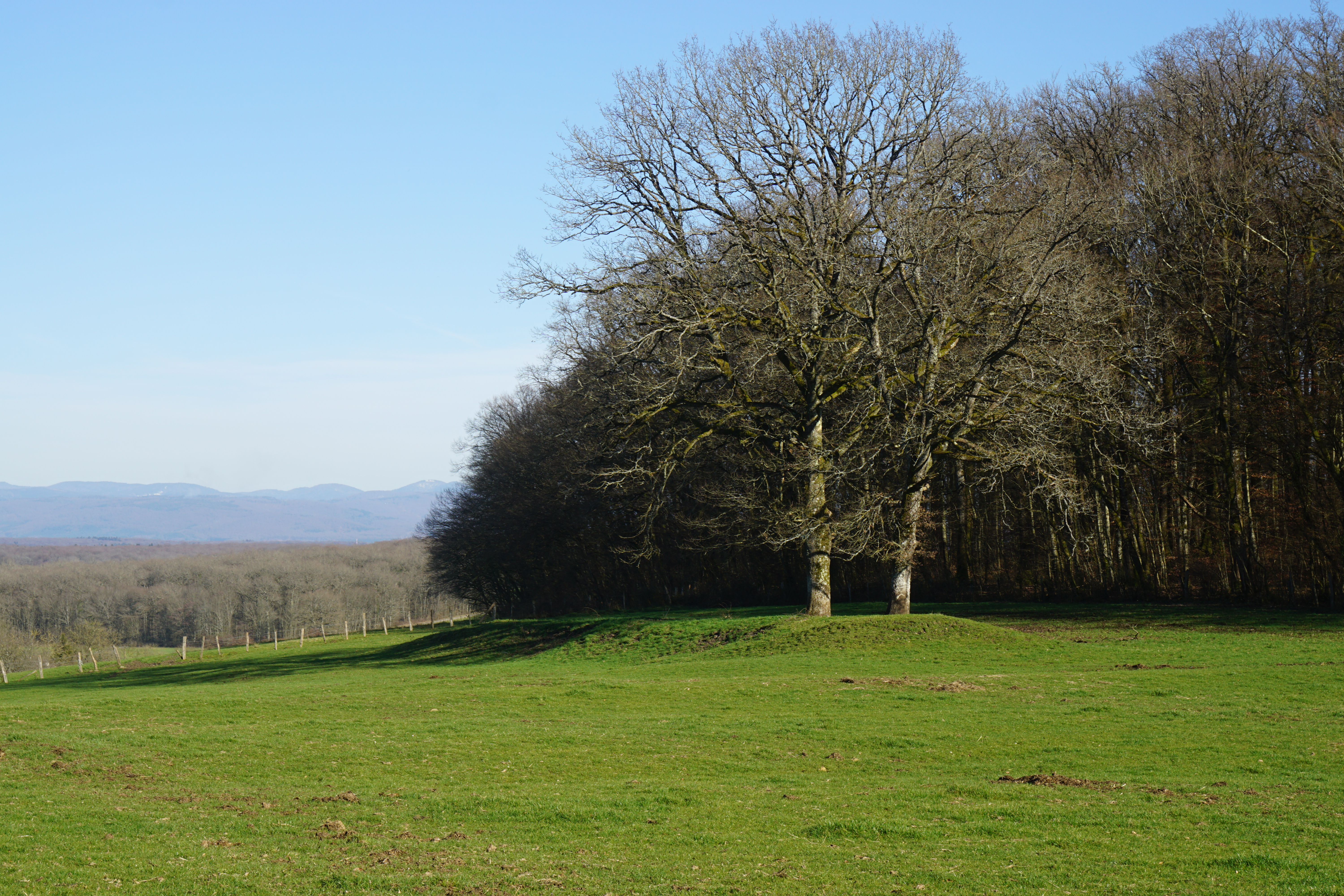
Le terril du puits de la Driole.
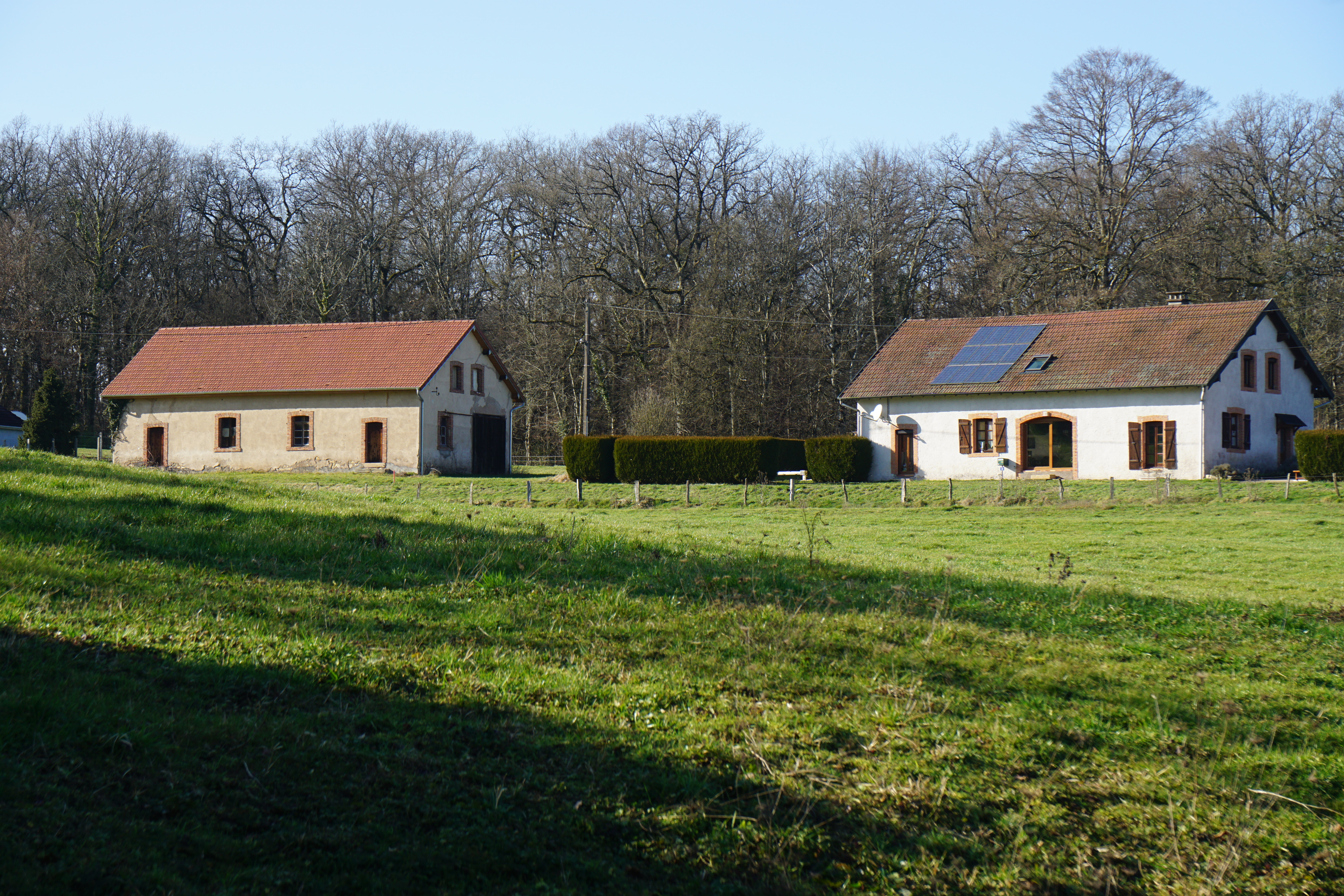
La cité minière de la Driole.

### Personnalités liées à la commune
- Victor Grosjean (1830-1901), juge de paix, conseiller municipal de Besançon, conseiller d'arrondissement puis conseiller général est né sur cette commune en 1830[23].

### Héraldique
La famille de Mollans portait pour armes : « D'or à trois molettes de gueules ».